# Campeonato da Europa de Atletismo de 2016 - 3000 m com obstáculos masculino
A prova dos 3000 metros com obstáculos masculino do Campeonato da Europa de Atletismo de 2016 foi disputada entre os dias 6 e 8 de julho de 2016 no Estádio Olímpico de Amsterdã em Amesterdão,  nos Países Baixos. 

## Recordes
Antes desta competição, os recordes mundiais e do campeonato nesta prova eram os seguintes:
|                       | Nome                        | Nacionalidade | Tempo   | Local     | Data                  |
| --------------------- | --------------------------- | ------------- | ------- | --------- | --------------------- |
| Recorde mundial       | Saif Saaeed Shaheen         | Catar         | 7m53s63 | Bruxelas  | 3 de setembro de 2004 |
| Recorde do campeonato | Mahiedine Mekhissi-Benabbad | França        | 8m07s87 | Barcelona | 1 de agosto de 2010   |
| Recorde europeu       | Mahiedine Mekhissi-Benabbad | França        | 8m00s09 | Paris     | 6 de julho de 2013    |

## Medalhistas
| Ouro                              | Prata           | Bronze            |
| Mahiedine Mekhissi-Benabbad (FRA) | Aras Kaya (TUR) | Yoann Kowal (FRA) |

## Cronograma
Todos os horários são locais (UTC+2).
| Data       | Hora  | Evento  |
| ---------- | ----- | ------- |
| 6 de julho | 17:55 | Bateria |
| 8 de julho | 21:25 | Final   |

## Resultados

### Bateria
Qualificação: 5 atletas de cada bateria (Q) mais os 5 melhores qualificados (q).
| Posição | Bateria | Atleta                      | Nacionalidade | Tempo   | Notas      |
| ------- | ------- | --------------------------- | ------------- | ------- | ---------- |
| 1       | 1       | Mahiedine Mekhissi-Benabbad | França        | 8:31.42 | Q          |
| 2       | 1       | Krystian Zalewski           | Polónia       | 8:31.50 | Q          |
| 3       | 1       | Sebastián Martos            | Espanha       | 8:31.98 | Q,         |
| 4       | 1       | Rob Mullett                 | Grã-Bretanha  | 8:32.06 | Q          |
| 5       | 1       | Ole Hesselbjerg             | Dinamarca     | 8:32.17 | Q          |
| 6       | 1       | Abdoullah Bamoussa          | Itália        | 8:32.54 | q,         |
| 7       | 2       | Aras Kaya                   | Turquia       | 8:33.11 | Q          |
| 8       | 1       | Hakan Duvar                 | Turquia       | 8:33.13 | q,         |
| 9       | 2       | Yoann Kowal                 | França        | 8:33.51 | Q          |
| 10      | 2       | Fernando Carro              | Espanha       | 8:33.69 | Q,         |
| 11      | 2       | Kaur Kivistik               | Estónia       | 8:33.94 | Q,         |
| 12      | 1       | Abdelaziz Merzoughi         | Espanha       | 8:34.34 | q          |
| 13      | 1       | Emil Blomberg               | Suécia        | 8:34.81 | q,         |
| 14      | 2       | Yuri Floriani               | Itália        | 8:34.82 | q          |
| 15      | 1       | Tom Erling Kårbø            | Noruega       | 8:42.72 |            |
| 16      | 2       | Jeroen D'Hoedt              | Bélgica       | 8:42.75 |            |
| 17      | 1       | Tarık Langat Akdağ          | Turquia       | 8:43.81 |            |
| 18      | 2       | Mitko Tsenov                | Bulgária      | 8:45.55 |            |
| 19      | 2       | Bjørnar Ustad Kristensen    | Noruega       | 8:54.73 |            |
| 20      | 2       | Elmar Engholm               | Suécia        | 8:55.21 |            |
| 21      | 2       | Djilali Bedrani             | França        | 8:57.27 |            |
| 22      | 1       | Tomas Cotter                | Irlanda       | 9:08.82 |            |
| 23      | 1       | Noam Ne'eman                | Israel        | 9:15.80 |            |
| 24      | 2       | Jakob Dybdal Abrahamsen     | Dinamarca     | DNF     |            |
| 24      | 2       | Vadym Slobodenyuk           | Ucrânia       | DNF     |            |
| —       | 2       | Jamel Chatbi                | Itália        | 8:33.25 | DSQ Doping |

### Final
| Posição           | Atleta                      | Nacionalidade | Tempo   | Notas                |
| ----------------- | --------------------------- | ------------- | ------- | -------------------- |
| Medalha de ouro   | Mahiedine Mekhissi-Benabbad | França        | 8:25.63 |                      |
| Medalha de prata  | Aras Kaya                   | Turquia       | 8:29.91 | Recorde pessoal      |
| Medalha de bronze | Yoann Kowal                 | França        | 8:30.79 |                      |
| 4                 | Sebastián Martos            | Espanha       | 8:31.93 | Recorde da temporada |
| 5                 | Rob Mullett                 | Grã-Bretanha  | 8:33.29 |                      |
| 6                 | Kaur Kivistik               | Estónia       | 8:33.75 | Recorde da temporada |
| 7                 | Abdoullah Bamoussa          | Itália        | 8:35.35 |                      |
| 8                 | Yuri Floriani               | Itália        | 8:35.94 |                      |
| 9                 | Fernando Carro              | Espanha       | 8:40.73 |                      |
| 10                | Ole Hesselbjerg             | Dinamarca     | 8:42.27 |                      |
| 11                | Hakan Duvar                 | Turquia       | 8:44.03 |                      |
| 12                | Emil Blomberg               | Suécia        | 8:48.98 |                      |
| 13                | Abdelaziz Merzoughi         | Espanha       | 8:51.37 |                      |
| 14                | Krystian Zalewski           | Polónia       | DNS     |                      |
| —                 | Jamel Chatbi                | Itália        | 8:32.43 | Doping               |

Legenda
| Recorde mundial       | Recorde mundial (World record)               |                       | Recorde africano                      | Recorde africano (African) |                                           | Q | Classificado por posição (Qualified) |
| Recorde do campeonato | Recorde do campeonato (Championship record)  | Recorde da América    | Recorde da América (Americas)         | q                          | Classificado por melhor tempo (Qualified) |   |                                      |
| Melhor marca do ano   | Melhor marca do ano (World leading)          | Recorde asiático      | Recorde asiático (Asian)              | DNS                        | Não largou (Did not start)                |   |                                      |
| Recorde nacional      | Recorde nacional (National record)           | Recorde europeu       | Recorde europeu (European)            | DNF                        | Não terminou (Did not finish)             |   |                                      |
| Recorde pessoal       | Recorde pessoal do atleta (Personal best)    | Recorde da Oceania    | Recorde da Oceania (Oceania)          | DSQ / DQ                   | Desclassificado (Disqualified)            |   |                                      |
| Recorde da temporada  | Recorde da temporada do atleta (Season best) | Recorde sul-americano | Recorde sul-americano (South America) | NM                         | Sem marca (No mark)                       |   |                                      |